# 빅라
빅라(본명: 이대광, 2003년 11월 27일 ~ )은 대한민국의 리그 오브 레전드 프로게이머로 포지션은 미드라이너이다. 아이디는 VicLa이다.

## 선수 생활
2020년 9월 KT 롤스터의 아카데미 팀에 입단하였다. KT 롤스터 아카데미 팀에서 11월 대회 우승에 기여했다.
2021년 1월, KT 롤스터 2군팀으로 콜업되었다. 2022 스프링 시즌 7주차를 앞두고 KT 롤스터의 1군팀으로 콜업되었다. 2022년 3월 4일 치러진 DRX와의 경기에서 1군 데뷔전을 치렀다. 이후 아리아를 밀어내고 KT의 주전 미드라이너로 도약했다. 서머 시즌에서도 시즌 초반 아리아가 주전으로 나섰지만 중반 이후로는 KT의 주전 미드라이너로 도약했다.
2023시즌을 앞두고 플라이퀘스트에 입단했다.

## 소속팀
| # | 팀명         | 소속 기간               | 소속 리그 | 비고 |
| - | ------------ | ----------------------- | --------- | ---- |
| 1 | KT 롤스터    | 2021.01 ~ 2022.12.09    | LCK       |      |
| 2 | 플라이퀘스트 | 2022.12.09 ~ 2023.09.10 | LCS       |      |
| 3 | BNK FEAR X   | 2024.11.23 ~            | LCK       |      |

## 수상 내역
- LCK 아카데미 시리즈 2020 11월 대회 우승
- 2021년 한중일 e스포츠 대회 리그 오브 레전드 부문 우승
- 리그 오브 레전드 챔피언스 코리아 2022 Rookie of The Year